# Stora Nissjen
Stora Nissjen är en sjö i Ovanåkers kommun i Hälsingland och ingår i Ljusnans huvudavrinningsområde. Sjön har en area på 0,301 kvadratkilometer och ligger 264,8 meter över havet. Sjön avvattnas av vattendraget Nissjabäcken.

## Delavrinningsområde
Stora Nissjen ingår i det delavrinningsområde (681563-147452) som SMHI kallar för Inloppet i Norra Nissjen. Medelhöjden är 321 meter över havet och ytan är 20,19 kvadratkilometer. Det finns inga avrinningsområden uppströms utan avrinningsområdet är högsta punkten. Nissjabäcken som avvattnar avrinningsområdet har biflödesordning 3, vilket innebär att vattnet flödar genom totalt 3 vattendrag innan det når havet efter 149 kilometer. Avrinningsområdet består mestadels av skog (82 procent). Avrinningsområdet har 0,57 kvadratkilometer vattenytor vilket ger det en sjöprocent på 2,8 procent.